# Caidul, o căpetenie marocană
Caidul, o căpetenie marocană este o pictură în ulei pe pânză din 1837 a pictorului francez Eugène Delacroix, semnat și datat de pictorul însuși, aflat acum în Muzeul Artelor din Nantes. Este cunoscută și sub numele de Oferind lapte, Căpetenie arabă aflată în tribul său și Oprirea, sau Caidul acceptând ospitalitatea păstorilor.
Acesta a fost inspirat de oprirea artistului la Ksar-el-Kebir la 9 aprilie 1832, timp în care a asistat la un salut pașnic al unei căpetenii marocane. Lucrarea a fost expusă la Salonul de la Paris în 1838 și apoi la Nantes anul următor, municipalitatea cerând muzeului artelor al orașului să o cumpere.

## Vezi și
- Eugène Delacroix